# Phitsanulok (provincie)
Phitsanulok is een Thaise provincie in het noorden van Thailand. In december 2002 had de provincie 867.685 inwoners, waarmee het de 25e provincie qua bevolking in Thailand is. Met een oppervlakte van 10.815,8 km² is het de 16e provincie qua omvang in Thailand. De provincie ligt op ongeveer 377 kilometer van Bangkok. Phitsanulok grenst aan de provincies/landen: Uttaradit, Laos, Loei, Phetchabun, Phichit, Kamphaeng Phet, Sukhothai. Phitsanulok ligt niet aan zee.

## Provinciale symbolen
|  | Het provinciale zegel toont Phra Buddha Chinnarat, beschouwd als een van de mooiste Buddha beelden in Thailand. De provinciale vlag is paars met het provinciale zegel in het midden van de vlag. De provinciale boom is Millingtonia hortensis (Thai: ปีบ pip of กาสะลอง kasalong). De provinciale bloem is Peltophorum pterocarpum (Thai: ดอกนนทรี dok nonthri). Het provinciale dier is Bangkaew hond (Thai: สุนัขบางแกัว sunakh bangkaew). De provinciale mascotte is Gele vechthaan met witte staart (Thai: ไก่เหลืองหางขาว kai lueng hang khaaw). De provinciale spreuk is: Phitsanulok, een stad van de buitengewone Phra Buddha Chinnarat, de geboortestad van Koning Naresuan de Grote, mogelijkheden voor raften, heerlijke gedroogde bananen alsook fantastische grotten en watervallen. |

## Klimaat
De gemiddelde jaartemperatuur is 28 graden. De temperatuur varieert van 13,5 graden tot 39,6 graden. Gemiddeld valt er 1065,8 mm regen per jaar.

## Politiek

### Bestuurlijke indeling
De provincie is onderverdeeld in 9 districten (Amphoe).
| Amphoe 1. Phitsanulok 2. Nakhon Thai 3. Chat Trakan 4. Bang Rakam 5. Bang Krathum 6. Phrom Phiram 7. Wat Bot 8. Wang Thong 9. Noen Maprang |

## Prestatie-index
United Nations Development Programme (UNDP) in Thailand heeft sinds 2003 voor subnationaal niveau een Index van de menselijke prestatie (Human Achievement Index - HAI) gepubliceerd op basis van acht belangrijke gebieden van de menselijke ontwikkeling. Provincie Phitsanulok neemt met een HAI-waarde van 0,6171 de 48e plaats in op de ranglijst. Tussen de waarden 0,607 en 0,6209 is dit "wat laag".
| Hoofdgroep                    | Aantal graadmeters | Ranglijst |
| ----------------------------- | ------------------ | --------- |
| Volksgezondheid               | 7                  | 60e       |
| Onderwijs                     | 4                  | 14e       |
| Werkomstandigheden            | 4                  | 50e       |
| Huishoudelijk inkomen         | 4                  | 57e       |
| Huisvesting en leefomgeving   | 5                  | 11e       |
| Familie- en gemeenschapsleven | 6                  | 62e       |
| Transport en communicatie     | 6                  | 26e       |
| Deelname aan politiek, enz.   | 4                  | 60e       |